# Georges Feydeau
Georges Feydeau, francoski dramatik, *8. december 1862, Pariz, Francija, † 5. junij 1921, Rueil-Malmaison, Francija.
Zaslovel je predvsem s svojimi lahkotnimi komedijami, ki so bile večkrat uprizorjene tudi na slovenskih odrih. Najbolj znane igre so: 
- Dama iz Maxima,
- Bolha v ušesu,
- Maček v žaklju,
- Krojač za dame,
- Bumbar,
- Zaspite, če vam rečem,
- Vesele zgodbe iz zakonskega življenja.